# Dennis Cardoza

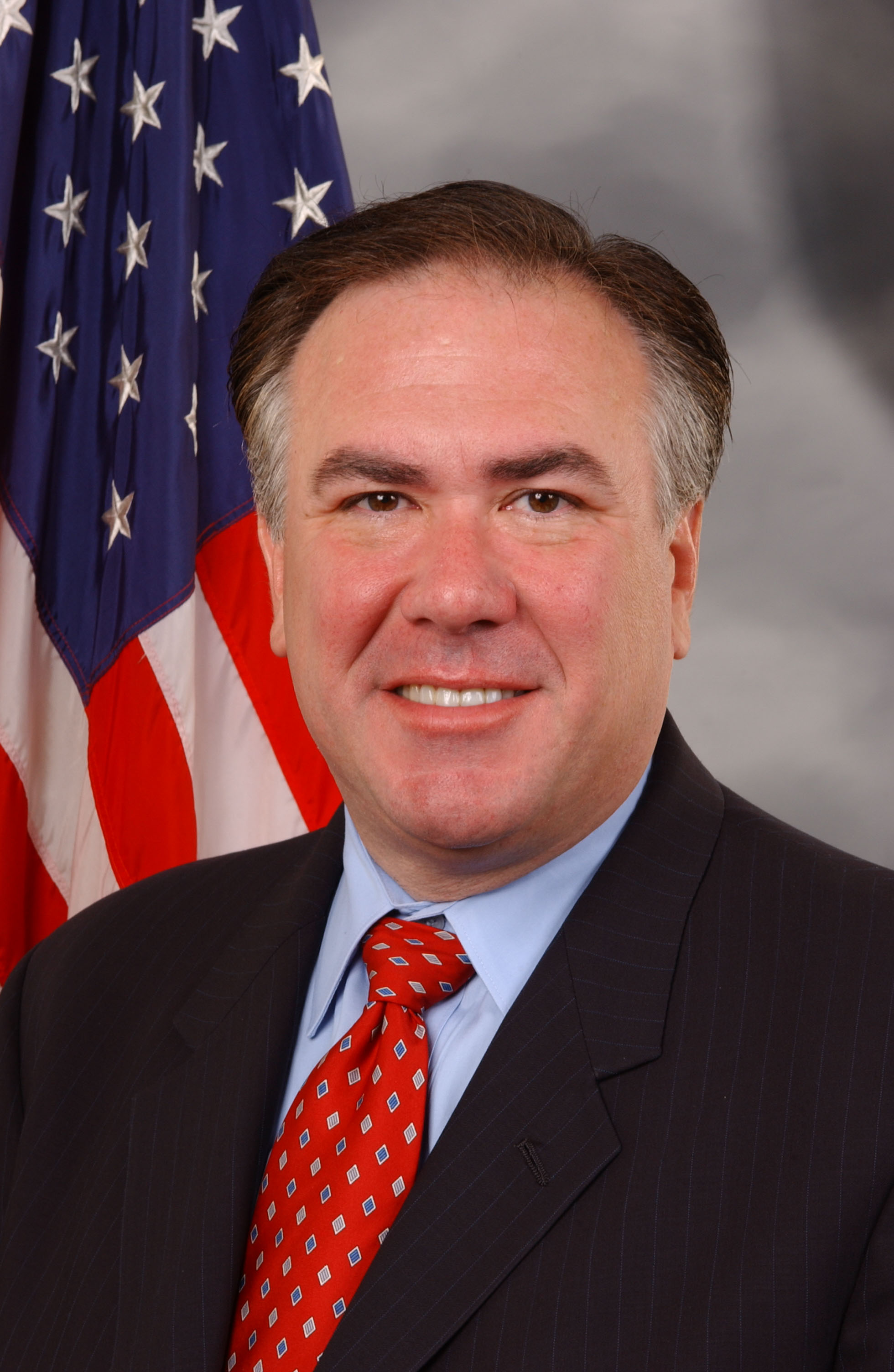
Dennis Cardoza

Dennis A. Cardoza (* 31. März 1959 in Merced, Kalifornien) ist ein US-amerikanischer Politiker. Von 2003 bis 2012 vertrat er den Bundesstaat Kalifornien im US-Repräsentantenhaus.

## Werdegang
Dennis Cardoza studierte bis 1982 an der University of Maryland in College Park. Danach arbeitete er als privater Geschäftsmann. Er zog nach Atwater, wo er zwischen 1984 und 1987 im Stadtrat saß. Als Mitglied der Demokratischen Partei war er zwischen 1996 und 2002 Abgeordneter in der California State Assembly.
Bei den Kongresswahlen des Jahres 2002 wurde Cardoza im 18. Wahlbezirk von Kalifornien in das US-Repräsentantenhaus in Washington, D.C. gewählt, wo er am 3. Januar 2003 die Nachfolge von Gary Condit antrat. Nach vier Wiederwahlen konnte er sein Mandat im Kongress bis zu seinem Rücktritt am 14. August 2012 ausüben; zuvor hatte er bereits angekündigt, im November dieses Jahres nicht erneut zu kandidieren. Für kalifornische Verhältnisse gilt er als konservativer Demokrat. Er war zuletzt Mitglied im Landwirtschaftsausschuss und im Auswärtigen Ausschuss sowie in vier Unterausschüssen. Eine Nachwahl um Cardozas Mandat wurde nicht angesetzt.